# Eaton Rapids
Eaton Rapids es una ciudad situada en el condado de Eaton, Míchigan, Estados Unidos. Tiene una población estimada, a mediados de 2022, de 5185 habitantes.

## Geografía
La localidad está ubicada en las coordenadas 42°30′35″N 84°39′07″O / 42.50972, -84.65194 (42.509741, -84.651875). Según la Oficina del Censo de los Estados Unidos, tiene una superficie total de 9.67 km², de los cuales 9.40 km² corresponden a tierra firme y 0.27 km² están cubiertos de agua.

## Demografía
Según el censo de 2020, en ese momento había 5203 personas residiendo en la localidad. La densidad de población era de 553.51 hab./km². El 89.89% de los habitantes eran blancos, el 1.06% eran afroamericanos, el 0.23% eran amerindios, el 0.44% eran asiáticos, el 1.31% eran de otras razas y el 7.07% eran de una mezcla de razas. Del total de la población, el 5.25% eran hispanos o latinos de cualquier raza.